# Eupogoniopsis sepicola
Eupogoniopsis sepicola är en skalbaggsart som beskrevs av Holzschuh 1999. Eupogoniopsis sepicola ingår i släktet Eupogoniopsis och familjen långhorningar.
Artens utbredningsområde är Nepal. Inga underarter finns listade i Catalogue of Life.